# Prefeitura de quadra
Uma prefeitura de quadra é a sede de uma circunscrição territorial presente nas Asa Norte e Asa Sul em Brasília. É administrada pelo prefeito de quadra, que é um cargo público eletivo voluntário escolhido em votação pelas respectivas associações de moradores. É responsável pela administração das superquadras.

## Características gerais
Os bairros da Asa Norte e Asa Sul são subdivididos em superquadras, e desde 1973 essas superquadras recebem uma administração própria. Como a quadra não é obrigada por lei a manter uma prefeitura, apenas tem o direito legal de manter, nem todas as quadras possuem. Em 2013, eram estimados que existissem aproximadamente 100 Prefeituras de quadra.
Foi regulamentada pela Lei Distrital 1.713/97, porém em 2008 foi considerada inconstitucional no Supremo Tribunal Federal pelo relator Nelson Jobim. Desde então, está valendo o Art. 1o da lei, "As quadras residenciais do Plano Piloto da Asa Norte e da Asa Sul de Brasília, identificadas pela numeração iniciada por cem, duzentos, trezentos, quatrocentos e setecentos, poderão ser administradas por prefeituras comunitárias ou associações de moradores legalmente constituídas, observado o disposto nesta lei.", e o Art. 3o da lei. "O plano urbanístico das quadras, em vigor à data da publicação desta Lei, não poderá ser modificado em suas características básicas." porém está vedado o Art. 2o:
"Fica facultada a transferência para a responsabilidade das entidades a que se refere o art. 1o. dos serviços de:
I - limpeza e jardinagem das vias internas, áreas comuns, inclusive áreas verdes;
II - coleta seletiva de lixo;
III - segurança complementar patrimonial e dos moradores;
IV - representação coletiva dos moradores perante órgãos e entidades públicas.
§ 1o. A taxa de limpeza pública relativa às unidades habitacionais das quadras que optarem por administração própria fica reduzida a cinqüenta por cento, a partir do ano subseqüente ao da comunicação da opção ao poder público.
§ 2o. As administrações das quadras poderão comercializar o lixo coletado com empresas de reciclagem devidamente credenciadas pelo poder público."

## Prefeito de quadra
O prefeito de quadra, ou síndico de quadra, tem a função de representar a sua superquadra na administração regional. O prefeito pode, entre outras coisas, fazer ações sociais, realizar eventos e fazer pequenos reparos público, além de administrar o dinheiro dos moradores. Pode também movimentar o poder público a realizar obras de infraestrutura. É um cargo político, e está logo abaixo do administrador regional. Portanto podem responder penalmente pelos crimes de corrupção e improbidade administrativa.
Diferentemente de um síndico, não existe obrigatoriedade no pagamento do salário a um prefeito de quadra. Porém, se os moradores da quadra assim quiserem, não é vedado pagamento.
Desde 2008, por decisão do Supremo Tribunal Federal, o prefeito de quadra não pode exercer a função destinada ao administrador regional, como serviços de limpeza urbana, segurança e obras públicas.

## Projetos
Diversas quadras possuem projetos sociais. Por exemplo, em 2018, a prefeitura da 113 Sul iniciou um projeto de coleta seletiva, e recebeu apoio da administradora regional Ilka Teodoro.
A prefeitura da quadra 416 Norte iniciou em 2014 a revitalização do Bosque Norte-Leste, localizado no final da Asa Norte. O projeto incluía a construção de hortas comunitárias, incentivo a agricultura familiar e o ensino de Educação Ambiental nas escolas. O projeto se tornou um dos maiores projetos de iniciativa popular do Distrito Federal.